# Престол

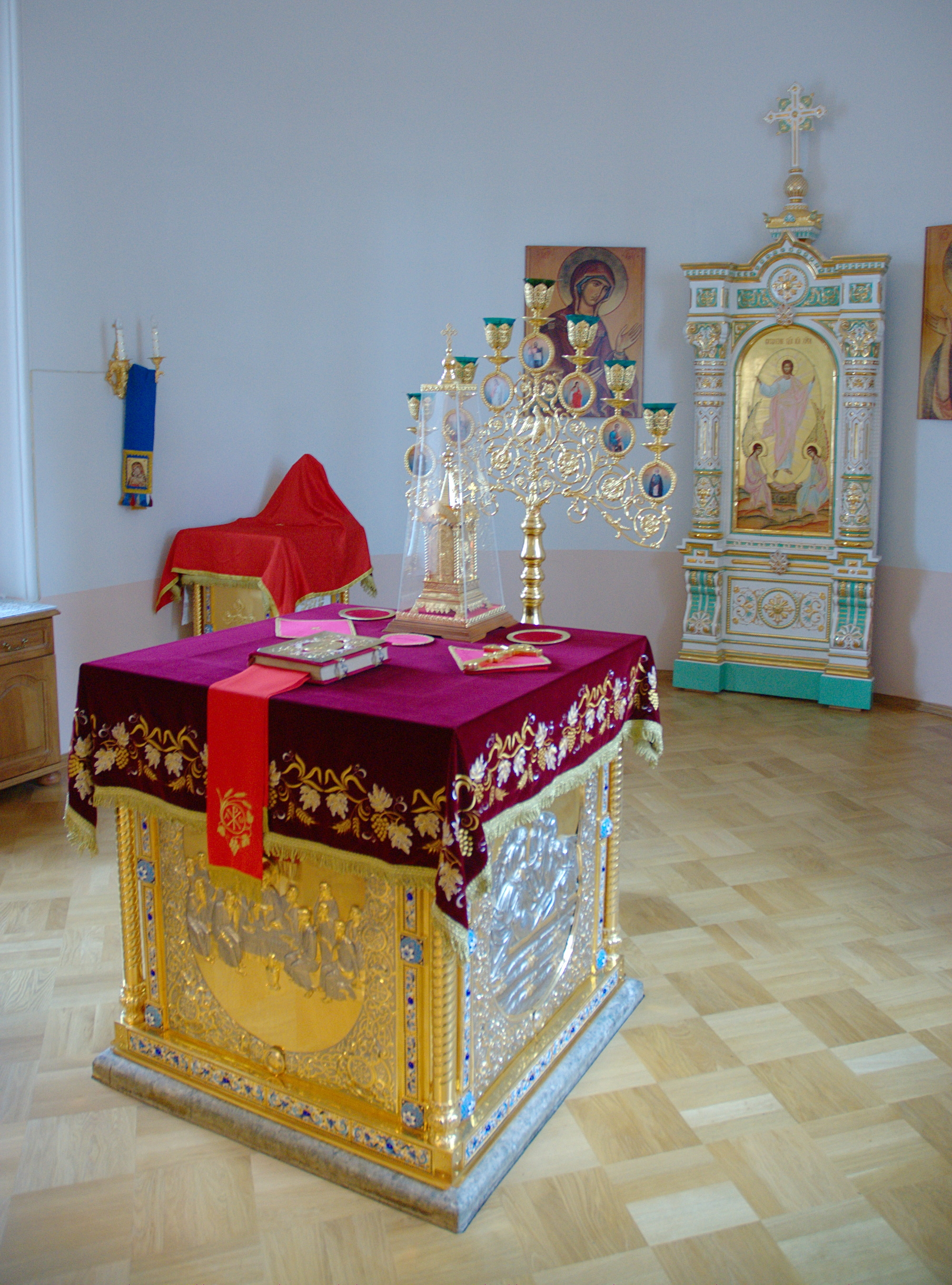
Престол
(Валаамский монастырь).

Престо́л — в христианском храме стол, находящийся в середине алтаря, освящённый архиереем для совершения на нём Евхаристии.
В греческих церквах именуется Αγία Τράπεζα — «Святой Стол».

## История
В древности престолы изготовлялись из дерева или камня и были портативны. С IV века, когда их место в храме окончательно определилось, престолы стали делать из камня в виде невысокого столика на четырёх ножках перед алтарной апсидой. Впоследствии вместо четырёх, престолы стали устанавливать либо на одной ножке, либо на каменном основании. C X века престолы устраиваются в глубине алтарной апсиды.

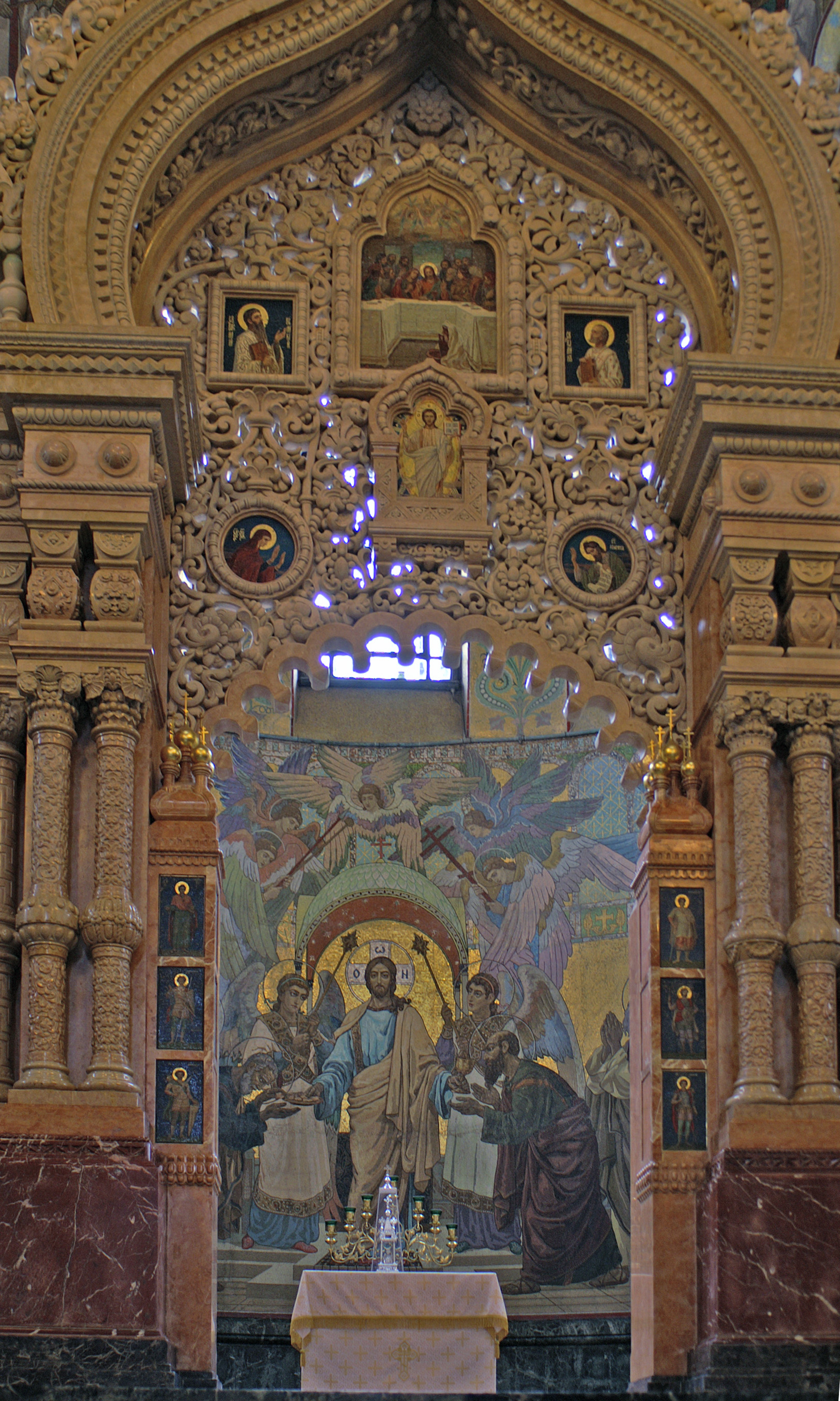
Престол в алтаре храма Спаса на Крови.

Начиная с XV—XVI веков престолы делают либо в виде каменных монолитов, либо из дерева, в виде рамы с крышкой сверху, которую покрывают снаружи облачением из ткани. Облачение представляет собой чехол из дорогой парчовой ткани, надеваемый на престол. Весьма часто, но необязательно цвет облачения престола соответствует богослужебному цвету церковного праздника. Облачения могут быть не только из ткани, например парчи, но и представлять собой богато украшенный золотом и камнями металлический, даже золотой, футляр для престола. Престол храма Святой Софии в Константинополе был сделан из золота и драгоценных камней.
Уже в ранней Церкви явилась традиция положения мощей под престолами. С VIII века (7-е Правило Седьмого Вселенского Собора) вложение мощей стало обязательной частью чина освящения храма. Мощи полагались либо в основание престола, либо в специальное отверстие под престолом.

## Символическое значение
Являет собой место таинственного присутствия Иисуса Христа. Становиться перед престолом, равно как и прикасаться к нему, разрешается исключительно священнослужителям.
Престол имеет следующее символическое значение:
- четыре стороны: стороны света, времена года, периоды суток, тетраморф (существа из видения Иоанна Богослова);
- четырёхугольная форма: Четвероевангелие;
- Гроб Господень.

Если над престолом устанавливается сень (киворий), то она символизирует небо, а сам престол — землю, на которой пострадал Иисус Христос. Часто в центре кивория над престолом помещают фигурку голубя, символизирующего сошествие Святого Духа.

## Устройство
Делается из дерева или камня высотой около метра, облачается в две одежды: нижнюю — льняную, называемую катаса́ркием или срачи́цею (символически представляет погребальные пелены Иисуса Христа — плащани́цу), обвитую верёвкой, и в верхнюю — парчовую, называемую инди́тией (индитионом) в напоминание о торжественном одеянии Господа как Царя славы.
В престол полагается в особом ковчежце частица святых мощей мучеников за Христа в память обычая в ранней Церкви совершать евхаристию на гробах мучеников и в знак мысли, что Церковь утверждена на Крови Христовой, а через Него и на крови мучеников (Откр. 6:9).
На престоле полагаются антиминс, Евангелие, напрестольный крест (обычно два), дарохранительница и лампада. В соборах и крупных храмах над престолом устанавливается киворий (навес в виде купола с крестом).

## Назначение
Только на престоле должна совершаться Евхаристия, хиротония, освящение мира. Во время входа в алтарь священнослужители обязательно целуют святой престол, а мирянам запрещено касаться престола.